# Soundcity TV
Soundcity TV è una rete televisiva nigeriana 24 ore su 24 di musica, del gruppo Consolidated Media Associates Limited. Trasmette dalla città di Lagos in inglese.
Offre videoclip musicali di tutti i generi, concerti in diretta, notizie e interviste ad artisti della scena musicale pop, e organizza e trasmette propri concerti di interesse nazionale e internazionale. Tra i marchi ad esso affiliati figurano Soundcity Music Video Awards, Soundcity Urban Blast Festival, Buddie, Soundcity Radio Network e Soundcity Digital.

## Storia
Soundcity debuttò come programma televisivo della durata di 30 minuti in syndication su vari canali nigeriani. 
La rete televisiva vera e propria, Soundcity TV, fu lanciata sulla piattaforma digitale panafricana DStv nel 2009.
Da subito il canale proponeva famosi artisti della scena musicale nigeriana come 2face Idibia e D'banj, ricevendo molta attenzione in vari Paesi del continente, tra cui Kenya, Repubblica del Congo, Zimbabwe e Sudafrica, che a loro volta dettero popolarità in Nigeria ad alcuni degli artisti musicali di quei Paesi, tra i quali Fally Ipupa e Freshlyground. Soundcity offrì, quindi, la possibilità di un importante scambio culturale.

### Soundcity Music Video Awards
Durante i Soundcity Music Video Awards venivano premiati i migliori videoclip musicali di artisti africani in varie categorie, accompagnati da un artista musicale internazionale. 
Nel corso delle varie edizioni dell'SMVA parteciparono il rapper hip hop statunitense Nas, il gruppo sudafricano Freshlyground, il ghanese Tic Tac, il keniano Wyre, il gruppo sudafricano hip hop Jozi, il nigeriano Seun Kuti e l'artista hip hop statunitense Mims.
L'ultima edizione si tenne nel 2010.

### Soundcity Urban Blast Festival
Il Blast Festival nacque come "Soundcity MTN Campus Blast" nel 2007: vari artisti nigeriani, tra i quali 2face, 9ice e P-Square, andavano in giro per i campus universitari esibendosi di fronte a migliaia di studenti. Nel 2014 la manifestazione subì un'evoluzione divenendo "Soundcity Urban Blast Festival", un concerto televisivo in diretta con esibizioni di oltre trenta artisti nigeriani, sudafricani e di altri Paesi africani.

### Soundcity Radio Network
Nel 2016 fu lanciata nelle città di Lagos, Abuja, Kano, Port Harcourt, Enugu e Calabar la webradio Sound city Radio Network, collegata al canale televisivo, ricevibile in streaming sia in versione audio che in versione video sul sito web ufficiale.

### Soundcity MVP Awards Festival
La prima settimana di novembre 2016 fu annunciata una nuova cerimonia di premiazione, il Soundcity MVP Awards Festival. La manifestazione si tenne il 29 dicembre 2016 presso l'Expo Centre e l'Eko Hotel a Lagos e fu trasmessa sia su Soundcity TV che su Soundcity Radio Network. Gli artisti che avevano ricevuto delle nomination andavano da Wizkid, con otto nomination, tra le quali "Artista africano dell'anno", Davido, il sudafricano Emtee, Nasty C e Mafikizolo, alla ghanese MzVee, a Sarkodie e ai tanzaniani Diamond Platnumz e Vanessa Mdee. L'evento fu anche trasmesso in diretta in tutta l'Africa attraverso la TV via cavo, l'app di Soundcity Mobile, Facebook e YouTube.

### Copertura
A fine 2016 Soundcity risultava ricevibile in 55 Paesi africani attraverso le piattaforme DStv e GOtv. 
Il 1º dicembre, dopo oltre dieci anni sulla piattaforma DStv di MultiChoice, Soundcity TV fu rilanciata con un nuovo logo, un restyling e nuovi programmi, tra i quali si annoveravano Top 10 Ghana, Top 10 South Africa, Top 10 Kenya e Top 10 USA, Too Much Sauce, Video Unlimited e Addiction, oltre a selezioni di brani nazionali e internazionali maggiormente curate.

## Programmi
- Soundcity Music Video Awards
- Soundcity Urban Blast Festival
- Soundcity MVP Awards Festival
- Top Ten Nigeria
- Top Ten USA
- Top Ten Kenya
- Top Ten UK
- Top Ten South Africa
- Top Ten Ghana
- Too Much Sauce
- Video Unlimited
- Addiction